# Dimorphotoma
Genre
Synonymes
- Dimorphiella Grinbergs, 1968 nec Valkanov, 1928

Dimorphotoma est un genre de collemboles de la famille des Isotomidae.

## Systématique
Le genre Dimorphotoma a été créé en 1975 par le zoologiste et écologiste letton Andris Grīnbergs (d) (1916-2008).

## Liste des espèces
Selon Checklist of the Collembola of the World (version du 5 septembre 2019) :
- Dimorphotoma huadongensis (Chen, 1985)
- Dimorphotoma porcella Ellis, 1976

## Publications originales
- Genre Dimorphotoma :
  - Grinbergs, 1975 : « Umänderung des Untergattungsnamens Dimorphiella auf Dimorphotoma ». Entomologische Berichten, vol. 35, no 7, p. 101.
- Genre Dimorphiella :
  - Grinbergs, 1968 : « Über die Collembolen der Sowjetunion. III. Proisotoma (Dimorphiella) muriphila n. subgen., n. sp., aus Novosibirsk ». Opuscula Entomologica, vol. 33, p. 139-142.